# Uroplectes olivaceus
Espèce
Uroplectes olivaceus est une espèce de scorpions de la famille des Buthidae.

## Distribution
Cette espèce se rencontre en Afrique du Sud, en Eswatini, au Mozambique et au Zimbabwe.

## Description

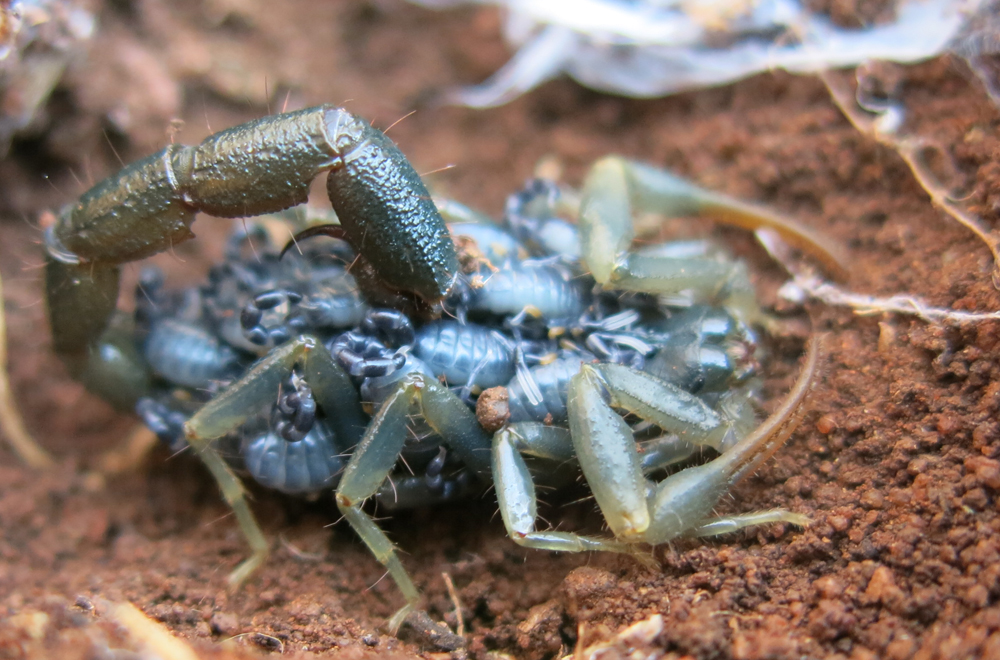
Uroplectes olivaceus

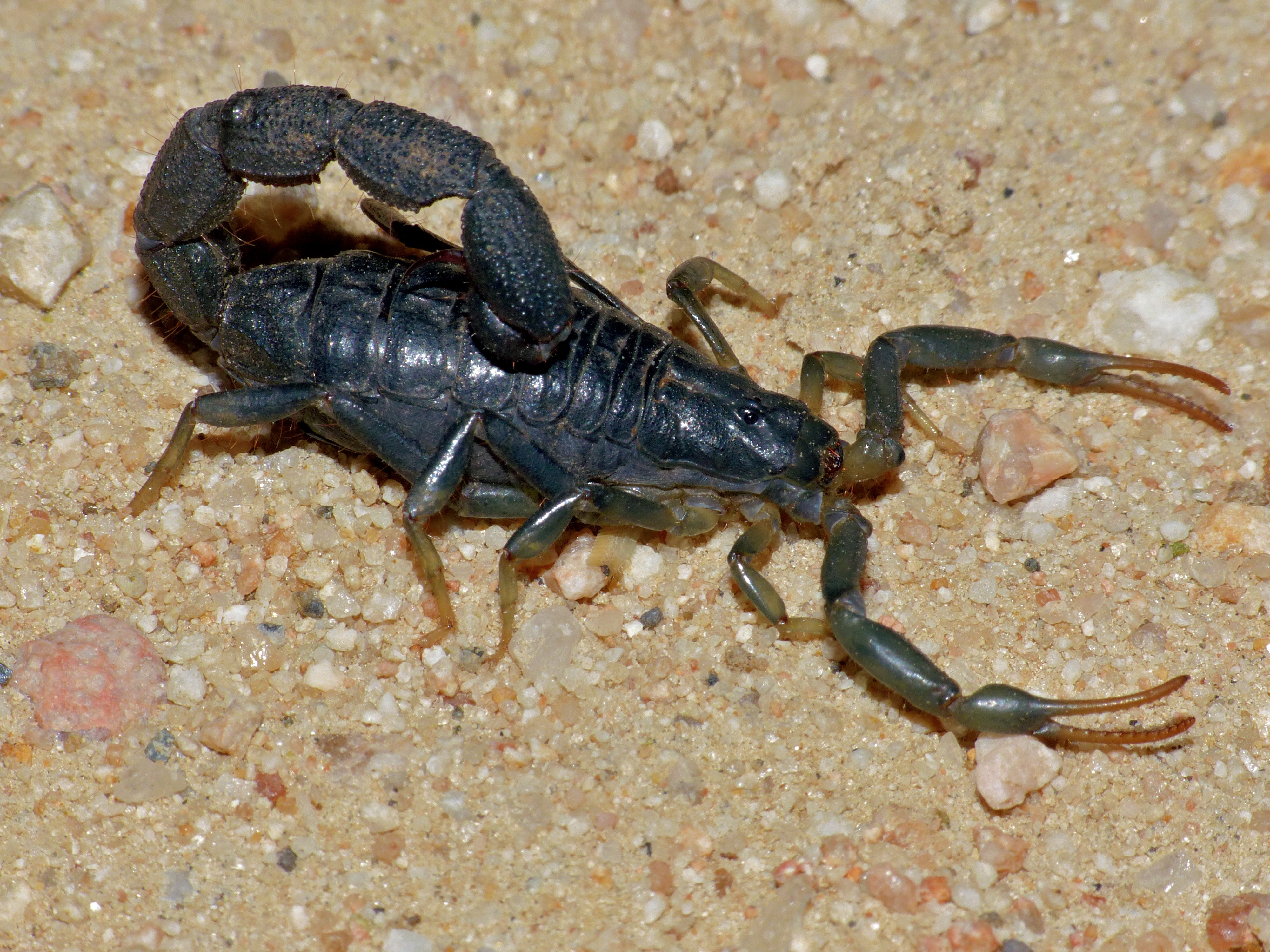
Uroplectes olivaceus

Le syntype mesure 60 mm.

## Publication originale
- Pocock, 1896 : « A further revision of the species of Scorpions belonging to the South-African genera Uroplectes, Lepreus and Tityolepreus. » Annals and Magazine of Natural History, sér. 6, vol. 17, p. 377-393 (texte intégral).